# La Femme de la montagne
Pour plus de détails, voir Fiche technique et Distribution.
La Femme de la montagne (La donna della montagna) est un film italien réalisé en 1943 par Renato Castellani et sorti en 1944. 

## Synopsis
Une station dans les Alpes. L'amour fou et idéalisé d'une jeune femme pour un ingénieur de chantier, lui-même veuf d'une femme qu'il vénérait. Les deux êtres finissent par se marier et essaient de vivre à Rome. Mais l'homme, ne supportant pas de vivre sans le souvenir de son ancienne épouse, retourne dans la montagne...

## Fiche technique
- Titre français : La Femme de la montagne[1],[2]
- Titre original : La donna della montagna
- Réalisation et scénario : Renato Castellani d'après le roman de Salvator Gotta, I giganti innamorati (Immensément aimés)
- Photographie : Massimo Terzano (it) - Noir et blanc, 1,37 : 1
- Montage : Mario Serandrei
- Musique : Nino Rota
- Décors : Gastone Medin
- Direction artistique : Gino Brosio
- Costumes : Maria De Matteis
- Production : Dino De Laurentiis, Armando Franci pour Lux Film
- Pays d'origine :  Royaume d'Italie
- Durée : 93 minutes
- Sortie :
  - Royaume d'Italie : 27 octobre 1944
  - France : 25 juillet 1952[2]

## Distribution
- Marina Berti : Zosi
- Amedeo Nazzari : Rodolfo Morigi, l'ingénieur
- Maurizio D'Ancora : Luca
- Corrado Racca : le père de Zosi
- Fanny Marchiò : Diana
- Maria Jacobini : Maria, la sœur de Rodolfo
- Carlo Mengoli : Luciano
- Oscar Andriani : Bertoni
- Pietro Meynet : le guide alpin
- Carlo Giustini

## Commentaires
- La Femme de la montagne est l'ultime volet - le plus méconnu également -  de ce qu'il faut considérer comme la trilogie calligraphique de Renato Castellani, inaugurée avec Un coup de pistolet (1942) et Zazà.
- Une partie importante du film n'a pu être tournée, à cause des évènements politiques intervenus alors en Italie en septembre 1943. Ce qui porte préjudice à l'intelligibilité du récit. Toutefois, le film demeure fascinant et fidèle à l'essence du calligraphisme : « la description de l'obsession morbide de Rodolfo (Amedeo Nazzari) est poussée assez loin [...] et, surtout, la fidélité amoureuse de l'héroïne prend la forme [...] d'un avilissement volontaire, d'une sorte d'ascèse masochiste », prétexte à des scènes d'une force et d'une singularité exceptionnelles, si l'on en croit Jacques Lourcelles[3].